# Yarpea Mahn District
Yarpea Mahn District är ett distrikt i Liberia.   Det ligger i regionen Nimba County, i den nordöstra delen av landet, 250 km öster om huvudstaden Monrovia.